# Ilhados
Ilhados é um filme brasileiro do gênero suspense de 2021. É escrito e dirigido por Victor Soares. O filme é estrelado por Ingrid Ohara, Pietro Guedes, Gabriel Peixinho, Vivi Wanderley, Gregory Kessey, Luiza Parente e Priscila Caliari.

## Sinopse
Seis influencers viajam até uma ilha paradisíaca para se desconectar, mas acabam presos após uma tempestade tropical. Entre o isolamento, os problemas com crushs, os cancelamentos e a falta de comida, a amizade deles é colocada à prova.

## Produção
O filme estreou no dia 13 de maio de 2021 e tem direção de Victor Soares e roteiro de Amanda Caliari com produção da Chango Digital.As gravações ocorreram em setembro de 2020 em Angra dos Reis, no Rio de Janeiro.
O trailer do filme estreou no dia 10 de maio de 2021 faltando 3 dias para a estreia oficial.

## Elenco
| Ator/Atriz       | Personagem    |  |
| ---------------- | ------------- |  |
| Ingrid Ohara     | Lua           |  |
| Pietro Guedes    | Bernardo (Be) |  |
| Gabriel Peixinho | Lucas         |  |
| Vivi Wanderley   | Caetana       |  |
| Gregory Kessey   | Gustavo       |  |
| Luiza Parente    | Olivia        |  |
| Fael Luna        | Rodrigo       |  |
| Participações    |               |  |
| Priscila Caliari | Cris          |  |
| Fefe Schneider   | Sofia         |  |
| Lorella Verta    | Luana         |  |
| Joãozinho        | Felipe        |  |
| Isa Paoli        | Ju Mendes     |  |

## Disponibilidade
O filme está disponível nas plataformas de streaming: Apple TV, Now, Google Play, YouTube Filmes, Vivo Play, Sky Play.
Em 15 de setembro de 2021, O filme foi disponibilizado na Netflix Brasil e Portugal.